# Demonax formosomontanus
Demonax formosomontanus is een keversoort uit de familie van de boktorren (Cerambycidae). De wetenschappelijke naam van de soort werd voor het eerst geldig gepubliceerd in 1984 door Ikeda & Niisato.